# Zwieselberg
För andra betydelser, se Zwieselberg (olika betydelser).
Zwieselberg är en ort och kommun i distriktet Thun i kantonen Bern, Schweiz. Kommunen har 326 invånare (2021).
Samhället ligger på en kulle med samma namn väster om Thunsjön. Tidigare fanns ingen större by, men idag bildar två sammanvuxna byar ett litet centrum.
Vid den senaste folkräkningen året 2000 angav alla invånare att de har tyska som modersmål. Befolkningen är antingen sysselsatt med jordbruk eller utanför orten. Zwieselberg är med en busslinje ansluten till regionens lokaltrafiknät. Den närmaste länken till motorvägen A6 är Thun-Süd.